# George Stanich
George Anthony Stanich, född 4 november 1928 i Sacramento i Kalifornien, är en amerikansk före detta friidrottare.
Stanich blev olympisk bronsmedaljör i höjdhopp vid sommarspelen 1948 i London.